# Rudy Giuliani
Rudolph William Louis (Rudy) Giuliani (New York, 28 mei 1944) is een Amerikaans politicus van de Republikeinse Partij.

## Loopbaan
Giuliani, van beroep jurist, werkte van 1970 tot 1977 als ambtenaar voor de rechtbank van het zuidelijke district van New York en het ministerie van Justitie. Van 1977 tot 1981 werkte hij als advocaat en openbaar aanklager voor het advocatenkantoor Patterson Belknap Webb & Tyler. Van 1981 tot 1983 was hij werkzaam als topambtenaar op het ministerie van Justitie. Van 1983 tot 1989 was hij de officier van justitie voor het zuidelijke district van de staat New York.
In november 1986 wist hij als openbaar aanklager na een lang proces (van 25 februari tot 19 november) de leden van de landelijke raad van de maffia veroordeeld te krijgen. Hierbij werden de leiders van de families Colombo, Genovese, Luchese en Bonanno veroordeeld tot gevangenisstraffen van veertig tot honderd jaar.
Giuliani was van 1994 tot 2002 de burgemeester van New York. 
De broken-windows theory werd toegepast bij de misdaadbestrijding in New York na zijn verkiezing in 1993. Gedurende de jaren 90 werd een nultolerantiebeleid gevoerd teneinde de criminaliteitscijfers te laten dalen.
Tijdens het 50-jarig jubileum van de Verenigde Naties in 1995 sommeerde hij – via zijn stafchef – Yasser Arafat, die ook aanwezig was bij een concert in New York, de zaal te verlaten. Onder protest gaf Arafat hier gevolg aan. Enkele voorgangers van "Ruwe Rudy" kritiseerden deze actie. De Joodse oud-burgemeester Ed Koch zei het een "verwerpelijke, laaghartige daad" te vinden. "Ze hadden allemaal de zaal moeten verlaten".
Hij maakte grote indruk door zijn optreden tijdens en na de terroristische aanslagen op 11 september 2001, dat als vastberaden werd beoordeeld. Hij coördineerde persoonlijk het werk van de gemeentelijke diensten en gaf leiding aan de herstelwerkzaamheden. Het weekblad Time koos hem tot Person of the Year van 2001 en hij kreeg een hoge Britse onderscheiding. Na zijn burgemeesterschap richtte hij in 2002 een beveiligingsadviesbureau genaamd Giuliani Partners LLC op, dat hij vanwege zijn kandidaatstelling voor het presidentschap in het voorjaar van 2008 verkocht. In 2001 werd aan hem de Abebe Bikila Award uitgereikt.

## Landelijke politiek
In 1998 maakte Giuliani bekend dat hij geïnteresseerd was in de functie van senator voor de staat New York. In mei 2000 trok hij zijn kandidatuur echter in, omdat bij hem prostaatkanker was geconstateerd. Hillary Clinton zou uiteindelijk de zetel winnen van de relatief onbekende Republikein Rick Lazio. Giuliani genas van zijn prostaatkanker.
Hij richtte ter voorbereiding voor zijn kandidaatstelling voor de presidentsverkiezingen van 2008 namens de Republikeinse Partij een verkennend comité op in november 2006. Op 5 februari 2007 liet hij zich registreren als presidentskandidaat. Hij leek aanvankelijk in de publieke opinie een van de meer kansvolle kandidaten van de Republikeinen. In de eerste voorverkiezingen hield hij zich bewust op de achtergrond, om zijn inspanningen en geld te gebruiken in Florida en diverse staten die op Super Tuesday aan de beurt zouden komen. Zijn campagnestrategie had echter niet het gewenste effect want ook in Florida haalde Giuliani slechts een derde plaats, met grote achterstand op John McCain en Mitt Romney. Hierop besloot Giuliani op 30 januari 2008 om niet verder mee te dingen naar het presidentschap en de kandidatuur van McCain te gaan steunen. 
Sinds de presidentsverkiezingen van 2008 houdt Giuliani zich bezig met zijn advocatenkantoor Bracewell & Giuliani en adviesbedrijf Giuliani Partners.

## Rol bij presidentschap Donald Trump
Giuliani schaarde zich in april 2016 in aanloop naar de Amerikaanse presidentsverkiezingen achter Donald Trump. Na Trumps overwinning in november 2016 circuleerde Giuliani's naam als kandidaat voor een ministerschap. Giuliani bedankte echter voor de eer. Wel was hij vicevoorzitter van Trumps overgangsteam. 
Op 19 april 2018 maakte president Trump bekend dat Giuliani deel ging uitmaken van zijn juridisch team. Giuliani raakte vrijwel meteen in opspraak, omdat hij in een interview met Fox News beweerde dat Trump zijn vorige advocaat Michael Cohen 130.000 euro had terugbetaald voor het zwijggeld dat die had overgemaakt naar pornoactrice Stormy Daniels, iets wat in tegenspraak was met eerdere uitspraken van Trump en het Witte Huis.
In juni 2018 zei Giuliani dat een zittende president niet kan worden  aangeklaagd: "Ik weet niet hoe je hem zou kunnen aanklagen zolang hij in functie is. Het maakt niet uit voor wat dan ook [...] Als hij [president Trump] [toenmalig FBI-directeur] James Comey had neergeschoten, zou hij de volgende dag zijn voorgedragen voor afzetting. Doe dat en je kunt met hem doen wat je wilt." Giuliani zei ook dat president Trump niet zou moeten getuigen tegenover Speciale Aanklager Robert Mueller, omdat "onze herinnering blijft veranderen".
Begin juli beweerde Giuliani dat Trump Comey eerder had verzocht om (toenmalig) Nationaal Veiligheidsadviseur Michael Flynn te ontzien. Een maand later ontkende Giuliani dit commentaar te hebben gegeven: "Wat ik zei was, wat Comey zegt dat Trump zei." Eind juli verdedigde Giuliani Trump door te stellen dat "collusion" (geheime samenwerking) geen misdaad is en dat Trump niets verkeerds deed omdat hij zelf de Democratic National Commission (DNC) niet had gehackt, dan wel "betaalde voor het hacken van deze organisatie". Giuliani verduidelijkte later dat zijn commentaren een zeer beproefd recept waren voor advocaten om de wettigheid van de argumenten van het onderzoek van de Speciale Aanklager te attaqueren. Ook sprak hij tegen dat er een tweetal bijeenkomsten van medewerkers van de Trump-campagne zou zijn geweest ter voorbereiding van de ontmoeting van Donald Trump jr., Jared Kushner, Paul Manafort en anderen met een Russisch gezelschap op 9 juni 2016 in de Trump Tower.
Ook betitelde Giuliani Trumps voormalige persoonlijke advocaat Michael Cohen als een "ongeloofwaardige leugenaar", zulks twee maanden nadat hij dezelfde Cohen een "eerlijke, rechtschapen advocaat" had genoemd. In augustus verdedigde Giuliani Trump met de uitspraak "De president is een eerlijke man".
Na het vrijkomen van de gestripte versie van het Mueller-rapport baarde Giuliani medio april 2019 opzien met de stelling dat het toegestaan zou zijn voor een kandidaat-president om steun van een vijandige buitenlandse instantie te accepteren. Op doorvragen van CNN-reporter Jake Tapper volhardde Giuliani in zijn bewering, die hij slechts aanvulde met de raadselachtige nuance dat het zou afhangen van wie het aanbod afkomstig was.
In 2019 werd duidelijk dat Giuliani als persoonlijk juridisch adviseur van president Trump een belangrijke rol speelde bij het onder druk zetten van de nieuwe president van Oekraïne Volodymyr Zelensky een onderzoek in te stellen naar gedragingen van Trumps politieke tegenstander Joe Biden en diens zoon Hunter. Deze kwestie leidde eind 2019 tot de beslissing van het Amerikaanse Huis van Afgevaardigden een impeachment-procedure tegen president Trump aanhangig te maken wegens misbruik van machtspositie. De Democraten wilden Giuliani tijdens het impeachmentproces dat op 21 januari 2020 in de Senaat aanving, als getuige horen, maar dat werd door het Witte Huis en de Republikeinse meerderheid in de Senaat tegengehouden.
Op de dag van de presidentsverkiezingen van 3 november 2020 adviseerde Giuliani president Trump in dronken toestand de verkiezingsoverwinning al te claimen voor de stemmen waren geteld. Na de verkiezingen droeg Trump hem op het team van advocaten te leiden dat de verkiezingsuitslag in Staten waarin Joe Biden tot winnaar was uitgeroepen, aan te vechten. In die periode liep hij covid-19 op en moest hij op 7 december in het ziekenhuis worden opgenomen.
Op 6 januari 2021 was Giuliani een van de sprekers op een demonstratie van Trump-aanhangers in Washington. Hij riep onder andere “Let’s have trial by combat”. Kort daarna werd het Capitool bestormd. Daarop ontving de New Yorkse balievereniging honderden klachten tegen hem. Zij onderzocht daarop of zij Giuliani moet schrappen als lid. Op 24 juni 2021 werd hem een voorlopige schorsing als advocaat opgelegd. Het onderzoek en de procedure worden nog voortgezet. Op 7 juli volgde ook een schorsing bij de balievereniging van Washington DC
Op 14 augustus 2023 werd Giuliani samen met Trump en zeventien anderen in Fulton County door een grand jury in staat van beschuldiging gesteld voor illegale pogingen om de verkiezingsuitslag in die staat te beïnvloeden. De groep wordt door de aanklager als criminele organisatie gezien. Op 23 augustus meldde hij zich bij de gevangenis van Atlanta om te worden voorgeleid en een borgsom van 150.000 dollar te deponeren.
In de dagen na de presidentsverkiezingen van 2020 had Giuliani twee stemmentellers, een moeder en dochter uit de staat Georgia, verdacht gemaakt door ze zonder enig bewijs van fraude te betichten. Het moment dat de een de ander een keelpastille gaf in het zicht van beveiligingscamera’s werd door Giuliani uitgelegd als de overdracht van een USB-stick en het verplaatsen van dozen met stembiljetten wat volkomen normaal is werd door hem als het wegwerken van stemmen bestempeld. De twee werden hierop zo ernstig bedreigd door Trumpaanhangers dat ze onder andere moesten verhuizen, hun banen verloren, niet meer met hun echte naam ergens ingeschreven kunnen staan en hun sociale leven verloren. In een civiele rechtszaak over deze defamatie besloot een jury hem op 15 december 2023 te veroordelen tot het betalen van 148 miljoen dollar aan schade vergoedingen en strafvergoedingen. Een week later vroeg Giuliani zijn faillissement aan.
- Bibsys: 4074661
- Bibliothèque nationale de France: cb144701751 (data)
- CiNii: DA15787525
- Gemeinsame Normdatei: 124208363
- International Standard Name Identifier: 0000 0001 0914 4586
- Library of Congress Control Number: nr95032260
- MusicBrainz: cd1ce533-a63b-4cef-96b4-44cfdc0345a9
- National Archives and Records Administration: 10587206
- Bibliotheek van het Japanse parlement: 00915092
- Nationale Bibliotheek van Tsjechië: jx20061019004
- Nationale Bibliotheek van Israël: 987007599036605171
- Nationale Bibliotheek van Polen: a0000002077040
- Nederlandse Thesaurus van Auteursnamen: 241657237
- PIC: 278172
- SNAC: w6zs6rmw
- Système universitaire de documentation: 070447047
- Virtual International Authority File: 71618074
- WorldCat: E39PBJxmFCty3qJmjhvr8tKjmd